# Veliki Videm
Veliki Videm este o localitate din comuna Trebnje, Slovenia, cu o populație de 57 de locuitori.